# Vũ Sư Thước
Vũ Sư Thước (武師鑠, ?-1580) là đại thần có công giúp nhà Lê trung hưng thời chiến tranh Lê-Mạc trong lịch sử Việt Nam.

## Sự nghiệp
Vũ Sư Thước người làng Du Trường, huyện Thuần Lộc (nay là huyện Hậu Lộc), tỉnh Thanh Hóa.
Khi nhà Lê bắt đầu được dựng lại chống nhà Mạc, Vũ Sư Thước theo giúp. Vì lập nhiều công lao, ông được phong làm Triều quận công.
Năm 1555, tướng phụ chính nhà Mạc là Mạc Kính Điển mang quân vào đánh Thanh Hóa. Vũ Sư Thước cùng các tướng mang quân ra đón đánh ở sông Biện Hạ. Tướng Mạc là Thọ Xuân hầu thua trận nhảy xuống sông, bị Vũ Sư Thước bắt sống cùng 10 tỳ tướng. Mạc Kính Điển phải rút quân.
Năm 1559, tổng chỉ huy quân đội nhà Lê trung hưng là Trịnh Kiểm mang quân đi đánh Bắc triều, Vũ Sư Thước cùng Lại Thế Khanh chia nhau giữ cửa biển. Quân Mạc vượt biển vào đánh, hai tướng cùng nhau lui về giữ An Trường. Sau đó có viện binh của Nguyễn Hữu Liêu, các tướng hợp sức đánh lui quân Mạc.
Năm 1570, Trịnh Kiểm mất, hai con là Trịnh Cối và Trịnh Tùng tranh quyền. Lúc đó Vũ Sư Thước đang ở dưới quyền Trịnh Cối, giữ cửa biển Linh Trường, Hội Triều. Mạc Kính Điển khởi 10 vạn đại quân vào đánh. Trịnh Cối không chống nổi, muốn hàng Mạc. Vũ Sư Thước khuyên Trịnh Cối nên cầu viện Trịnh Tùng, nhưng vì anh em đang hiềm khích nên Trịnh Cối không nghe, cùng Lại Thế Mỹ ra hàng Mạc. Vũ Sư Thước buộc phải theo hàng.
Ít lâu sau, ông viết thư về cho Lê Anh Tông tỏ ý muốn trở về. Lê Anh Tông bèn cất quân ra đánh. Nhân lúc buổi đêm Vũ Sư Thước mang quân bản bộ 500 người trốn sang trại quân Lê. Lê Anh Tông thu nhận và sai ông đi dụ binh cũ trong huyện, được hơn 1000 người, đánh thắng quân Mạc ở Lôi Tân.
Sang thời Lê Thế Tông, Vũ Sư Thước được thăng làm Thái phó. Năm 1580, Mạc Kính Điển mang quân vào đánh Thanh Hóa, ông cùng Nguyễn Hữu Liêu làm tiên phong đón đánh ở làng Đông Lý huyện Yên Định. Ông mang quân đánh úp quân Mạc. Quân Mạc thua trận phải rút lui.
Ít lâu sau Vũ Sư Thước qua đời, không rõ năm đó ông bao nhiêu tuổi.